# Lathyrus hierosolymitanus
Lathyrus hierosolymitanus är en ärtväxtart som beskrevs av Pierre Edmond Boissier. Lathyrus hierosolymitanus ingår i släktet vialer, och familjen ärtväxter. Inga underarter finns listade i Catalogue of Life.

## Bildgalleri

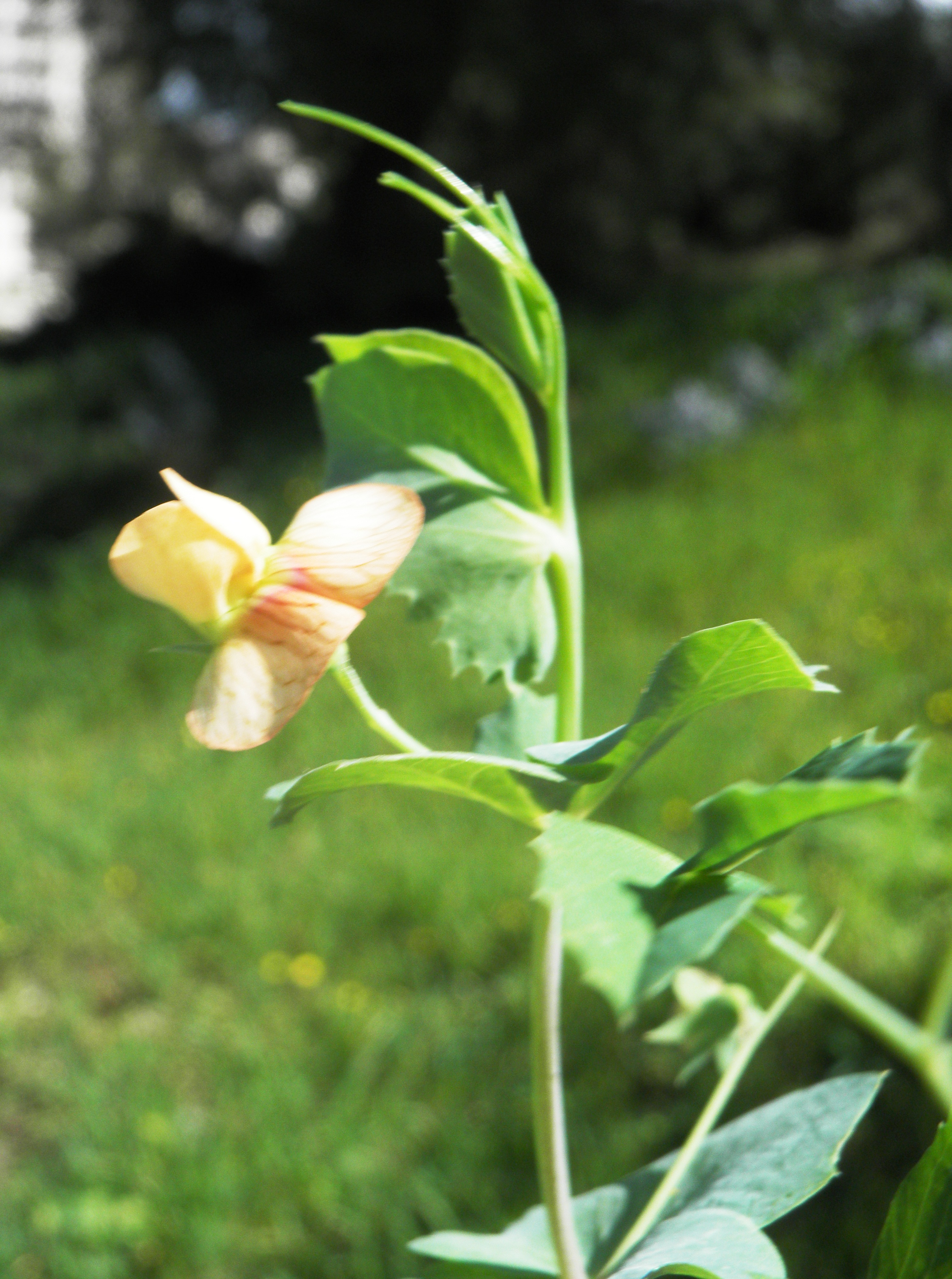
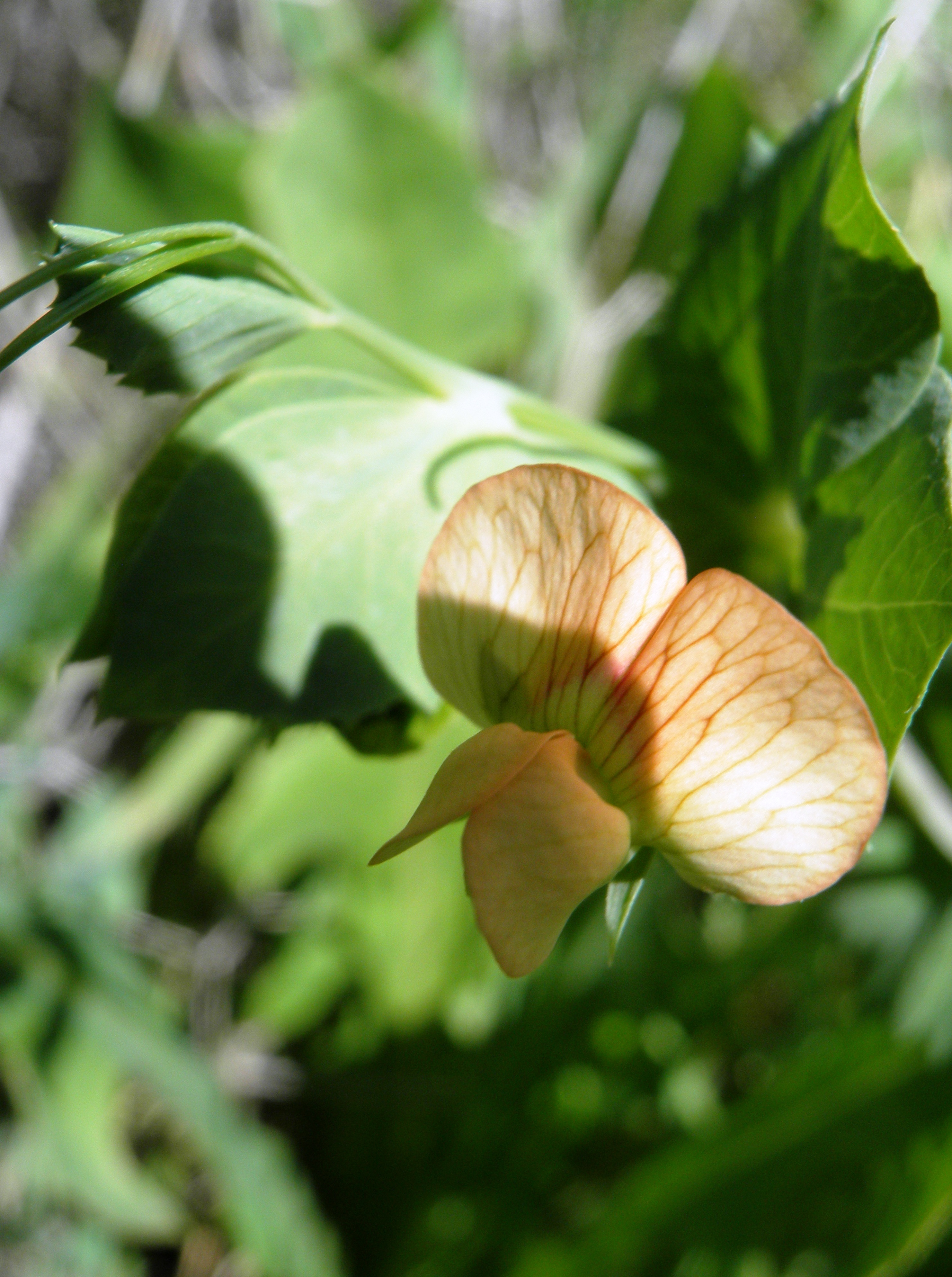
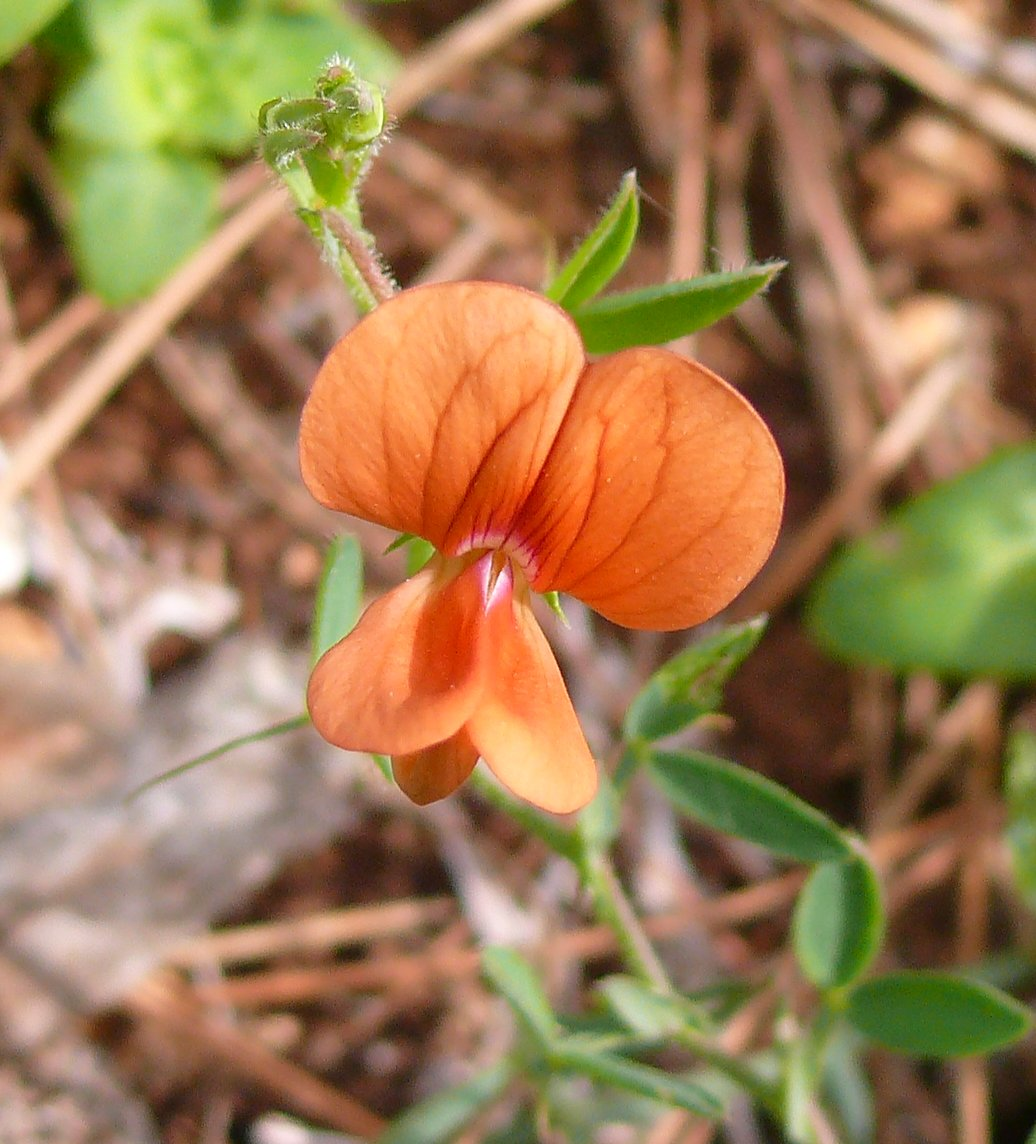